# Dihotomie
Dihotomia (variantă: dicotomie) este separarea unui întreg în două părți care nu se suprapun. Nimic nu poate aparține ambelor părți simultan. Dihotomia înseamnă o diviziune în două părți a unui concept fără ca acesta să-și piardă sensul inițial. A doua semnificație a termenului dihotomie: mod de ramificație a talului și a tulpinilor în două părți egale (în botanică).
În logică, dacă există un concept A și acesta este divizat în părțile B și not-B, atunci părțile formează o dihotomie: ele sunt reciproc exclusive, deoarece nici o parte a lui B nu este conținută în not-B și invers, iar părțile sunt împreună exhaustive, deoarece ele acoperă întregul A și împreună dau din nou A.
O astfel de partiție (diviziune) este denumită frecvent bipartiție. Cele două părți astfel formate sunt complemente (complementare). În logică, partițiile sunt opuse, dacă există o propoziție (filozofie) astfel încât aceasta susține numai una, iar nu și cealaltă.
Tratarea variabilelor continue sau variabilelor multicalitative ca variabile binare este denumită dihotomizare (dihotomizarea este un caz special de discretizare).
În biologie se folosește conceptul de cheie dicotomică sau cheie de determinare.